# Ozero Dolgoje (sjö i Belarus, Vitsebsks voblast, lat 54,83, long 28,71)
Ozero Dolgoje (ryska: Озеро Долгое) är en sjö i Belarus.   Den ligger i voblasten Vitsebsks voblast, i den norra delen av landet, 130 km nordost om huvudstaden Minsk. Ozero Dolgoje ligger 148 meter över havet. Arean är 0,49 kvadratkilometer. Den sträcker sig 1,9 kilometer i nord-sydlig riktning, och 1,1 kilometer i öst-västlig riktning.
Omgivningarna runt Ozero Dolgoje är en mosaik av jordbruksmark och naturlig växtlighet. Runt Ozero Dolgoje är det ganska glesbefolkat, med 22 invånare per kvadratkilometer.